# Kuririn
Kuririn er en fiktiv figur fra mangaen Dragon Ball skrevet af Akira Toryiama.
Kuririn (på engelsk Krilin) er Son-Gokus bedste ven. Han laver sin intro netop som Son-Goku skal til at trænes af Kame-Sennin. Han slutter sig til den hårde træning og ender med at blive stærk til den store kampsportsturnering. I starten er han skaldet, men senere hen ad vejen får han hår på hovedet.
Han flytter til Kamesennin efter en hård turnering og bliver boende meget længe. 
Noget tid senere kommer han ud for et uheld og bliver dræbt af den onde Piccolo(som er en ærkedemon). Når Son-Goku efter en hård kamp vinder bliver Kuririn genoplivet ved hjælp af de magiske Dragon Balls som kan opfylde et af sine ønsker. Lidt efter kommer den nye kampsportstunering. Son-Goku er blevet meget højere end Kuririn og meget stærkere og klogere. 
Piccolo er også med i turneringen fordi da Son-Goku slog den rigtige Piccolo ihjel nåede han at få et afkom ud af munden det var den nye Piccolo. Han og Son-Goku mødtes i finalen efter at Son-Goku med lethed besejrede hans ven Tenshinhan.
| Anime- eller mangafigur | Spire Denne artikel om en anime- og/eller mangafigur er en spire som bør udbygges. Du er velkommen til at hjælpe Wikipedia ved at udvide den. |